# Forsane
Forsane är en småort i Frändefors socken i Vänersborgs kommun i Västra Götalands län. Orten har 151 invånare (2023). Närmaste tätort är Frändefors.